# مویسس خینیچ
مویسس خینیچ (اسپانیایی: Moisés Jinich‎; ۱۵ دسامبر ۱۹۲۷ – ۲ مارس ۲۰۱۵) بازیکن فوتبال اهل مکزیک بود.
از باشگاه‌هایی که در آن بازی کرده‌است می‌توان به باشگاه فوتبال آتلانتی اشاره کرد.
وی همچنین در تیم ملی فوتبال مکزیک بازی کرده‌است.